# Екатерина Теодороју
Екатерина Теодороју (рођена Cătălina Toderoiu; 15. јануар 1894 — 3. септембар 1917) била је румунска хероина. Умрла је у Првом светском рату и сматра се хероином Румуније.
Припадница румунских извиђача, у почетку је радила као медицинска сестра, али је касније одлучила да постане војник на фронту, будући да је дубоко импресионирана патриотизмом рањених и смрћу њеног брата Николаја, наредника у румунској војсци. Била је то необична одлука за жену тог доба, па је прилично невољко послата на фронт. Међутим, уз подршку румунске краљевске породице, могла је служити у војсци и на крају је постала симбол румунског ратовања.

## Рани живот
Теодороју је рођена у селу Вадени (сада део Таргу Жијуа), у историјској области Олтенија, у породици Елене и Василеа Тодеројуа, обоје пољопривредника. Екатерина је имала петоро браће (Николаја, Ефтимија, Андреја, Јона, Васила) и две сестре (Елисабету и Сабину). Након 4 године школовања у Ваденију и Таргу Жијуу у румунско-немачкој основној школи, завршила је школу за девојке у Букурешту. Тамо се придружила првој женској групи румунских извиђача. Вративши се кући, постала је активна у другој извиђачкој трупи. Краљевина Румунија је ушла у Први светски рат у августу 1916, на страни савезника, што је спречило њено дипломирање.

## Војна каријера
Радила као медицинска сестра. Двадесет и седмог октобра 1916. она се придружила цивилима и резервним војницима који су се борили да одбију напад баварске чете 9. немачке армије на мост преко реке Жију, испред Таргу Жијуа. Импресионирана њеном храброшћу, краљевска породица ју је позвала у Букурешт 6. новембра.
Тринаестог новембра отишла је на линију фронта да види свог брата Николаја, официра са чином наредника. Убрзо након тога, њен брат је погинуо од артиљеријске гранате током борби код Порченија (данас Горначел, општина Скела).
У жељи да освети смрт свог брата, Теодороју је замолила пуковника Обођануа да јој дозволи да се придружи 18. пешадијском пуку као добровољац. Ускоро ће доказати своје војничке вештине користећи се преваром како би своје друштво, окружена непријатељем, сачувала од заробљеништва: након што је на немачком саопштила одлуку пука да се преда, Теодороју је почела да пуца, убила неколико Немаца и омогућила већини чете да побегне.
Касније је заробљена током борби на висовима Рашина-Тунши - Пештеана у ноћи 16/17 новембра, али је успела да побегне са лакшим ранама убивши немачког војника који ју је чувао пиштољем који је сакрила у униформи. Немци су кроз мрак пуцали на Румуне који су одбегли и ранили Теодороју у десну ногу. Међутим, она је то одбацила и вратила се у друштво исте вечери. Убила је најмање два Немца током свог бекства.
Дана 19. новембра, Теодороју је био умешан у окршаје у близини Барбатештија и Цанцаренија. Касније тог дана, Немци су стигли до града Филијаши. У борбама код Филијаша истог дана, рањена је у обе ноге минобацачком гранатом, евакуисана у Крајову, затим у Букурешт и касније хоспитализована у војној болници Краљ Фердинанд у Јашију. За неколико месеци опоравила се од рана, а 5. фебруара је отпуштена из болнице.
Док је била у болници, упознала је потпоручника Георгеа Манојуа, брата бившег школског колеге. По пуштању је затражила да се придружи његовој дивизији као добровољна медицинска сестра.
За исказану храброст, 10. марта 1917. одликована је медаљом „Извиђачка врлина“ и медаљом за војне заслуге 2. класе. Дана 17. марта 1917. одликована је медаљом Војне врлине И класе, коју је краљ Фердинанд учинио почасним потпоручником и добила команду над водом од 25 људи у 7. чети (43/59. пешад. пук, 11. дивизија), којим је командовао потпоручник Георге Маноју. Тако је постала прва жена официр румунске војске.
Почевши од 8. маја 1917, пук је био смештен у Кодаешти, округ Васлуј.
Дана 30. августа, командант 11. дивизије, генерал Ернест Броштеану, љубазно ју је замолио да остане у мобилној болници иза фронта, али га је потпоручник Теодороју оштро одбио, тражећи да му се дозволи да се придружи њеном воду у предстојећа битка.
Септембра 1917. румунске линије су снажно напале немачки 40. резервни пук 115. пешадијске дивизије. Док је водила свој вод у контранапад, погођена је митраљеском ватром у груди (по некима), или у главу (према другим наводима). Према Генералној наредби бр. 1 коју је следећег дана издао пуковник Константин Помпонију, командант 43/59 пука, њене последње речи пре него што је погођена митраљеском ватром и убрзо након тога умрла су биле: „Напред, људи, не одустајте, још сам са вама!"

## Наслеђе
После рата, Екатерина Теодороју је уздигнута у статус хероине румунског народа. Анри Бертело ју је чак назвао „румунском Јованком Орлеанком“ због њене изузетне храбрости, патриотизма и самопожртвовања.
Првобитно је сахрањен близу фронта, у Фитионешти, њени остаци су сахрањени у јуну 1921. у крипти у центру града Таргу Жију. Њен гроб је обележен спомеником 1936. 
Године 1921. пук 43/59 пешадије добија почасни назив „Ecaterina Teodoroiu“. Године 1937, Краљевским декретом, Висока школа за девојке у Таргу Жијуу добила је њено име (тренутно Национални колеџ „Екатерина Теодороју“). Године 1938. њен родни дом постаје спомен кућа.
- Споменик „Екатерина Теодороју“ у Слатини, свечано отворен 1925. године у присуству краљице Марије[16][15]
- Споменик „Екатерина Теодороју“ у Браили (1928)[17][15]
- Маузолеј „Екатерина Теодороју“ у Таргу Жијуу (1936)[15]
- „Споменик херојима“ у Азуги (1937)[18][15]
- „Споменик потпоручника Екатерине Теодороју“ у Мунчелу (1972)[15]
- Статуа „Екатерина Теодороју“ у Таргу Жијуу (1979)[15]

Њен ратни досије је такође био предмет филма Сергија Николаескуа из 1999. Triunghiul morții, у главној улози Илинке Гоја као Екатерине Теодороју.
Кетрин Џ. Атвуд је посветила једно поглавље Екатерини Теодорију у свом делу „Women Heroes of World War I: 16 Remarkable Resisters, Soldiers, Spies, and Medics“.
Народна банка Румуније објавила је 31. јула 2019. да ће 2020. године издати новчаницу од 20 леја, на којој ће бити представљен њен лик. Издавање новчанице од 20 леја одложено је за јесен 2021. године због пандемије ковида 19. У новембру 2021. Народна банка Румуније објавила је да ће новчаница од 20 леја на којој се налази портрет Екатерине Теодороју бити издата 1. децембра 2021.